# Річард Гравіл
Сер Річард Гравіл (англ. Richard Grenville, ім'я має англо-нормандське походження і вимовляється у французькому стилі [grɑ̃vil])[джерело?], народився 6 червня 1542 року у замку Кліфтон-Хаус, Девон, Південно-Західна Англія — загинув під час бою 10 вересня 1591 року) — англійський капер, мореплавець і мандрівник Єлизаветинської епохи. Гравіл був володарем маєтків Стоу, Корнуолл і Бідефорд в Девоні. Згодом він брав участь у колонізації Ірландії та англійській колонізації американського континенту, а також у відсічі іспанській армаді. У 1591 році Гравіл загинув у битві при Флореші на Азорських островах в бою проти значно більшого іспанського флоту, коли його галеон «Revenge» вів бій з 53 кораблями іспанського флоту, щоб дозволити іншим англійським кораблям безпечно втекти від нападу.

## Біографія

### Молодість
Свою молодість Гравіл провів у Баклендському абатстві в графстві Девон. Він був двоюрідним братом Волтера Релі та Френсіса Дрейка і відвідував кліфтонський притулок Теодора Палеолога, останнього нащадка візантійських імператорів. У віці сімнадцяти років він пішов вивчати право в лондонську адвокатську палату Іннер-Темпл. У 1562 році його було звинувачено в участі у бійці на Стренді, під час якої він заколов Роберта Банністера, але врешті Гравіл отримав пробачення.

### Війська кар'єра
Разом з військами імператора Максиміліана Гравіл воював з турками в Угорщині в 1566 році. У 1569 році в Ірландії від був помічником сера Уорхема Сент-Леджера, який займався розподілом землі між поселенцями в баронстві Керрікуріхі, яку граф Десмонд заставив Сент-Легеру. Приблизно в цей час, наслідуючи приклад Пітера Кар'ю, який захопив землю в південному графстві Ленстер, Гравіл захопив землю в Трактоні, на захід від гавані Корк, з метою її подальшого заселення. Сент-Легер розташувався неподалік, а Гемфрі Гілберт рушив на Айдрон вздовж Чорної води. Усі ці реквізиції земель у південній Ірландії розлютили дворянство Ірландії та призвели до повстання Десмонда, яке очолив Джеймс Фіцморіс Фіцджеральд.
Призначений шерифом Корка, Гравілу довелося боротися з Фіцморісом, якого підтримували граф Кланкар, Джеймс Фітцедмунд Фіцджеральд (управитель Імокіллі ), Едмунд Фіцгіббон («Білий лицар») та інші, оточили Трактон, захопили англійський форт і винищили весь гарнізон, за винятком трьох англійських солдатів, яких було повішено наступного дня. Фіцморіс розмахував загрозою іспанської висадки, яку він оголосив неминучою ; захопивши майно міщан Корка, він намагався відновити артилерію з укріплень Югала.
В червні 1569 року, коли Гравіл вирушив до Англії (у той час як іспанські галеони Срібного флоту були вперше захоплені англійцями), граф Фіцморіс обложив Вотерфорд і вимагав, щоб усі англійці, включаючи дружину Гравіла та леді Сент-Легер, разом з усіма англійськими в'язнями були передані йому як заручники, але ірландські буржуа відмовились підкоритися. Тоді англійських фермерів було страчено. Поки Корк голодував, місто Йогал готувалося до неминучого нападу. Коли повстання поширилося, Гравіл залишився в Англії.
Гравіл пішов на спільну справу з графом Арунделом і герцогом Норфолкським, незважаючи на пораду першого секретаря королеви сера Вільяма Сесіла в 1569 році, але «негнучкий протестант», він зайшов так далеко в 1577 році, що заарештував священика Катберта Мейна, який помер мученицькою смертю, у власному домі Франциска Трегіана Старшого. У цей період він зробив невеликий рибальський порт Бідефорд (північний Девон) важливим торговим центром.

## Дослідження в Новому Світі
Наприкінці 1570-х років Гравіл хотів здійснити навколосвітню подорож. Гравіл пропонував вийти в Тихий океан через південну Магелланову протоку, а не через  «Північно-Західний прохід», який англійці безуспішно шукали біля Лабрадору. Проте королева Єлизавета для виконання цієї місії обрала сера Френсіса Дрейка, який здійснив це навколосвітнє плавання в 1577—1580 роках.
У 1585 році Гравіл командував флотилією з семи кораблів, які доставили першу англійську колонію в Північній Америці на острів Роанок, в прибережному архіпелазі Зовнішні мілини біля узбережжя Північної Кароліни. Перший губернатор колонії Ральф Лейн звинуватив Гравіла в жорстокій поведінці і «нестерпній гордості і ненаситному честолюбстві». Дійсно, незважаючи на те, що тубільці Алгонкіни спочатку поставились гостинно до прибульців, англійські колоністи ставилися до них суворо й зневажливо і через те, що один із індіанців викрав срібну чашу, Гравіл розграбував і спалив ціле село тубільців, убивши всіх його жителів.

У 1586 році Гравіл повернувся в Роанок з припасами для колонії та новими переселенцями, але виявив, що вцілілі поселенці (серед них вчений Томас Гарріот і гравер Джон Уайт) полишили колонію на кораблях Френсіса Дрейка, який повертався в Англію після набігу в Карибському морі. З чотирьохсот переселенців, що перебували на кораблі Гренвіла погодились залишитись в покинутій колонії лише п'ятнадцять. На зворотному шляху Гравіл пограбував кілька міст на Азорському архіпелазі. Приблизно в цей час був опублікований анекдот про його поведінку під час вечері з іспанськими губернаторами. :
Він швидко випив три-чотири келихи вина, потім наперекір кусав келихи повними зубами, аж поки не розбивав їх, жував осколки й ковтав їх, так що кров текла по його губах, і він не виявляв меншого болю
Королева відмовила Гравілу брати участь разом з Дрейком у атаці на Кадіс у 1587 році та доручила йому замість цього організувати оборону узбережжя Девона та Корнуолла в очікуванні вторгнення іспанської Непереможної Армади наступного року. Разом із сером Волтером Релі йому було доручено обстежити води біля узбережжя Ірландії, і після відбиття іспанського вторгнення він повернувся до графства Манстер, щоб організувати свої землі як частину колоній Ірландії. Після придушення другого повстання Десмонда в 1583 році він дійсно придбав там землю (близько 24 000 акрів, або 9700 га) у Кіналмікі, і залучив туди багато поселенців, але його неодноразові зусилля були марними, і він повернувся до Англії в 1590 році. .

## Останній бій

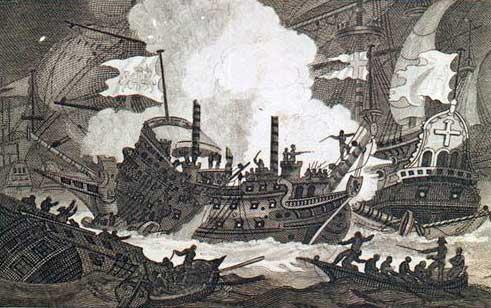
Загибель «Revenge» (1591).

В 1591 році Гравіл був призначений віце-адміралом флоту під командуванням Томаса Говарда, який командував ескадрою, що базувалась на Азорських островах для нападу на іспанські конвої, що поверталися з Америки. Кораблем Говарда був галеон «Revenge», який вважався шедевром кораблебудування.
Біля острова Флореш англійський флот був несподівано атакований сильною іспанською ескадрою, посланою Філіпом II. Говард відступив, але Гравіл зіткнувся з п'ятдесятьма трьома ворожими кораблями, незважаючи на скорочення екіпажу з 95 чоловік через епідемію на острові. Протягом дванадцяти годин його екіпаж стримував іспанців, серйозно пошкодивши п'ятнадцять ворожих галеонів і коли подальший спротив став неможливим, Гравіл приготувався підірвати свій корабель, але його команда здалася, а сам він помер через кілька днів від отриманих поранень. Незабаром після цього захоплений «Revenge», разом з іними шістнадцятьма іспанськими кораблями, загинув під час шторму.

## Вшанування пам'яті
- Останнє перебування Гранвіла на борту «Revenge» вшановується віршем Альфреда Теннісона («Помста»), а також піснею Ела Стюарта («Лорд Ґренвілл») у його альбомі Year of the Cat (1976).
- Один із п'яти будинків Черчерс-коледжу, англійської державної школи, названий на честь Гранвіла, як і один із восьми будинків Далвіч-коледжу, а також один із чотирьох у середній школі королеви Єлизавети.
- Остання стоянка Гравіла на борту «Revenge[en]» згадується у вірші Роберта Е. Говарда («Повернення сера Річарда Ґренвілла») англ. The Return Of Sir Richard Grenville[10] та Повернення Соломона Кейна додому зі збірки « Чудесні казки» (1936).